# Валода
Валода (на гръцки: Βρομοπήγαδο, катаревуса Βρομοπήγαδον) е бивше село в Република Гърция, дем Бер, област Централна Македония.

## География
Селото е било разположено на 540 m надморска височина в планината Каракамен (Вермио), между Кумария (Доляни) на северозапад, Ксироливадо на югозапад и Трипотамос (Лужица) на изток.

## История
В XIX век Валода е влашко село в Берска кааза на Османската империя. На австро-унгарската военна карта селото е отбелязано като Волаза (Volaza). На картата на Йоргос Кондоянис е отбелязано като Валада (Βαλάδα).
Според Густав Вайганд в селото има 120 власи. В книгата си „Аромъне“, издадена в 1894 година, Вайганд определя Волода като влашко село с 50 фамилии. „Тѣзи аромѫне сѫ дошли тука въ това столѣтие изъ Авдела и Периволи. Тѣ прѣкарватъ зимата въ равнината: една часть отива за Вериа, а друга къмъ Ниауста... Аромѫнското население изъ селата, вслѣдствие енергическото застѫпвание на ханджията Гога отъ Вериа, е въодушевено отъ националната идеа, а аромѫнетѣ отъ града се числятъ къмъ гръцката партия.“
Според Васил Кънчов („Македония. Етнография и статистика“) в 1900 година Валода е село в Берска каза и в него живеят 300 власи християни. Същите данни дава и секретарят на Българската екзархия Димитър Мишев („La Macédoine et sa Population Chrétienne“), според когото в 1905 година във Валода (Valoda) има 300 власи.
През Балканската война в 1912 година в селото влизат гръцки части и след Междусъюзническата в 1913 година Валода остава в Гърция. Преброяването от 1912 година показва Валода като село с език влашки и религия християнска. Преброяването от 1927 година показва селото като влашко.
| Година    | 1913 | 1920 | 1928 | 1940 | 1951 | 1961 | 1971 | 1981 | 1991 | 2001 | 2011 | 2021 |
| --------- | ---- | ---- | ---- | ---- | ---- | ---- | ---- | ---- | ---- | ---- | ---- | ---- |
| Население |      |      | 90   | 39   |      |      |      |      |      |      |      |      |